# Малунг
Малунг (на шведски: Malung) е град в централна Швеция, лен Даларна. Главен административен център на община Малунг-Селен. Разположен е около река Вестердалелвен. Намира се на около 280 km на северозапад от столицата Стокхолм и на около 120 km на северозапад от Фалун. Населението на града е 5126 жители според данни от преброяването през 2010 г.